# Piqué (textile)
Pour les articles homonymes, voir Piqué (homonymie).

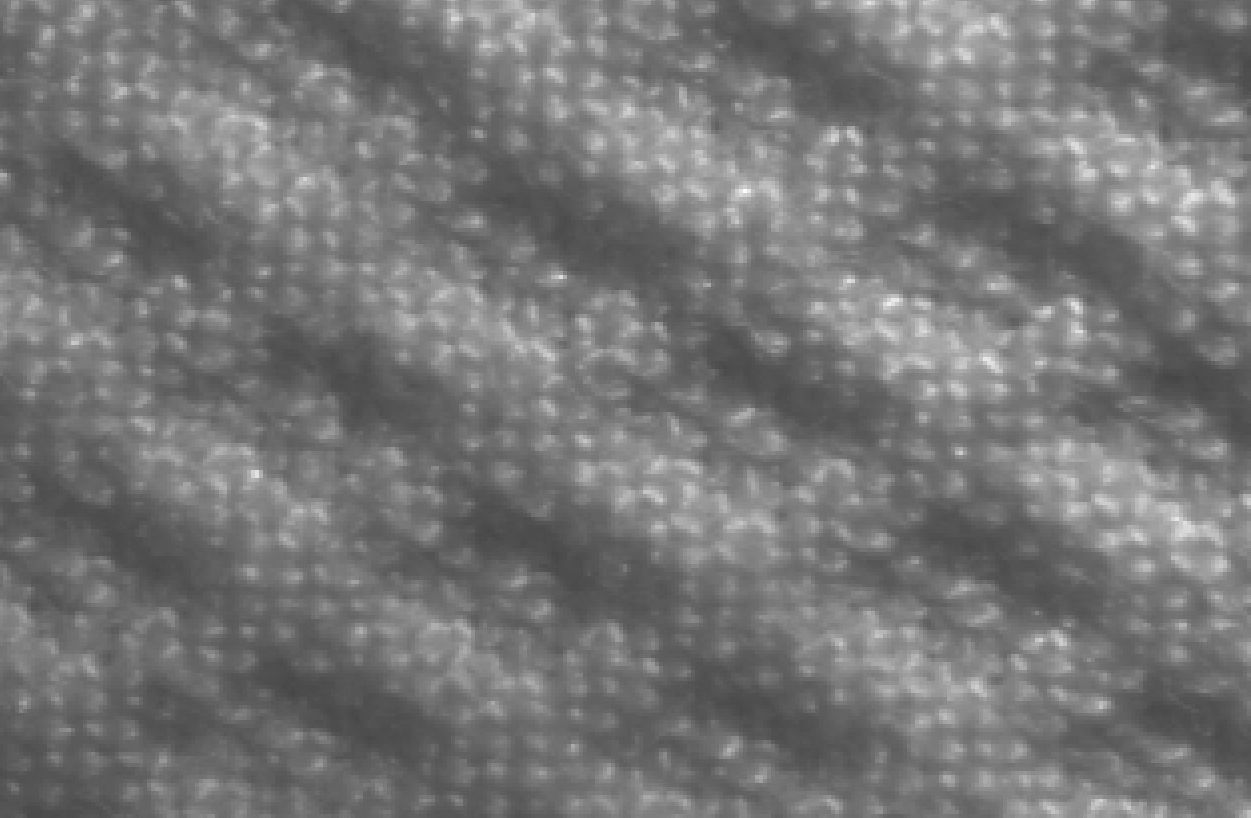
Tissu piqué

Le piqué est un textile de coton avec des motifs en relief, en losange, en carré, en points alignés et généralement blanc.
Tissu composé nécessairement pour l’armure de deux fils de chaîne (un tendu pour le fond et un supplémentaire plus libre) et pour le tissage de deux fils de trame (un pour le fond et un pour la matelassure). Les fils de chaîne du fond, avec la tension maxi font baisser les fils de trame, quand ils passent devant, formant une « dépression », alors que les fils libres restent en surface créant le relief.
Il en résulte un tissu moelleux et frais, blanc ou de couleur clair.
Les versions plus lourdes sont réservées au tissu d’ameublement ou de literie (couvre-lit et couverture piquée).
Les versions légères, très fraîches, sont utilisées pour l’habillement estival, pour les chemises, vestes et habits d’enfants.